# Antonio Marzano
Pour les articles homonymes, voir Marzano (homonymie).
Antonio Marzano (né le 18 février 1935 à Rome) est un économiste, un professeur et un homme politique italien, membre de Forza Italia, ancien ministre.

## Biographie
Depuis 1996, Antonio Marzano est secrétaire général de Forza Italia.
le 11 juin 2001, il est nommé ministre du développement économique dans le gouvernement Berlusconi II. En avril 2003, il se distance des remarques anti-germaniques formulées par certains représentants politiques italiens. Il quitte ce poste le 23 avril 2005. Du 30 mai 2001 au 28 septembre 2005, il est également député au Parlement italien.
De 2005 à 2015, il fut président du Conseil national de l'Économie et du Travail (CNEL).
Antonio Marzano est membre du conseil d'administration de Cassa di Risparmio di Roma, Banca di Roma, Banco di Sicilia, ainsi que d'Agip Nucleare.